# マジカルチェイス
『マジカルチェイス』 (MAGICAL CHASE) は、1991年11月15日に日本のパルソフトから発売されたPCエンジン用横スクロールシューティングゲーム。
主人公の「リプル」を操作し、「くるるん」や「ぐるるん」と共に6匹の悪魔を封印する事を目的としている。敵を倒す事で「くりすたる」を入手し、ステージ中にショップで様々なショットや補助アイテムなど買い物ができるシステムを特徴としている。
開発はクエストが行い、ディレクターは後にスーパーファミコン用ソフト『伝説のオウガバトル』（1993年）を手掛けた皆川裕史が担当、音楽はファミリーコンピュータ用ソフト『ダンジョンキッド』（1990年）を手掛けた岩田匡治およびスーパーファミコン用ソフト『ガデュリン』（1991年）を手掛けた崎元仁が担当している。
1998年にはボーステックからWindows 95版が、2000年にはマイクロキャビンからゲームボーイカラー版が発売されているほか、ドリームキャストのゲーム配信サービス「ドリームライブラリ」でも有料配信された。ドリームキャスト版では途中でゲーム続行が不可能になる不具合があった（現在はサービス終了）。
オリジナルであるPCエンジン版は市場に出回った量が少なかった事でプレミア化した。またユーザーのあまりのリクエストの多さから、ゲーム雑誌『PC Engine FAN』（徳間書店）が1993年に、問屋を通さない受注販売による再発売を行った事もあるが、その再発分もプレミア化した。

## 概要
見習い魔女の「リプル」が、自らの不注意で封印から解放し逃がしてしまった6匹の悪魔を再び封印する為、友達の星の精「くるるん」「ぐるるん」と一緒に旅立つというストーリー。
道中で「くりすたる」を集め、それを使って店でアイテムを買うファンタジーゾーンのようなオーソドックスなパワーアップシステムのシューティングゲームだが、PCエンジンの性能を使い切った擬似的な3重スクロール等のグラフィックやサウンド、ステージの進行にBGMがシンクロする等の演出が評価されている。音楽担当は崎元仁、岩田匡治。

## ゲーム内容
この項の内容は基本的にPCエンジン版のもので、機種によって異なる場合もある。

### システム
- ゲーム開始前にらくらく・わくわく・どきどきの3段階の難易度を選択でき、全6ステージとなっている[2]。最も簡単ならくらくモードは3面クリアで終了。残るモードは最後までプレイが可能。1周END。
- ライフ制で、ライフが0になった時点でゲームオーバー（コンティニュー回数は無制限）。
- 自機の周囲には攻防オプション「星の精」が2体付いており、自機の動きに合わせて星の精の付いている位置を変えられる。ボタン数の関係で操作がやや複雑だが、このオプションをどう使うかがゲーム攻略の重要なポイントである。
  - 星の精からも弾を撃ち、星の精の位置に関係なくボタン操作により攻撃方向を全方向のいずれかへ変更できる。
  - 星の精自体は敵弾を防ぐことができる。ただし貫通弾は通常では防御不可。
- アイテムとして魔法（詳細は後述）を6個ストックできる。攻撃ボタンを素早く2回連打するとストックの古い順から使用する。この為コントローラの連射機能を使うと即魔法を使い切ってしまうので注意が必要である(ボタンを押しているだけでショット連射状態なので通常連射は不要)。
- 基本的には地形にダメージ判定は無い。ただしスクロール等で地形に挟まれた場合はダメージを受けて弾き出される。また一部ステージには棘がせり出したり火が噴出する等ダメージを受ける地形もある。

### ステージアイテム
ステージ中の敵を倒すと出現するアイテム。またステージ4のみこれらのアイテムが出るBOXが存在する。
- くりすたる（クリスタル）…いくつか種類があり得られるクリスタル数が異なる。またステージクリア時にもボーナスで得られる。ショップで買い物をする際に消費する。ゲームクリア後に得点に換算される。
- キャンデー…特定の敵を倒すと出現。ライフを1マス回復。
- ケーキ…特定の敵を倒すと出現。ライフを2マス回復。

### ショップアイテム
ステージ途中にあるパンプキンヘッドの「ジャック」の店で販売されるアイテムは以下の通り。なお、品揃えはステージによって異なる。
攻撃魔法（自機のショット）
- SINGLE（の～まるしょっと）…初期装備。最も威力が弱い1方向弾。
- Balkan（ばるかん）…1方向に高速連射弾を撃つ。
- 3WAY（すりぃうぇい）…3方向弾。威力はSINGLEと同等。
- SWING（すいんぐしょっと）…2つ並んだ光の玉を一定範囲の上下方向にばら撒く。
- Bound（ばうんどしょっと）…敵や地形に当たると反射する。狭い地形以外では不利。
- WAVE（うぇ～ぶ）…波型の光を3方向に発射。攻撃範囲が広い代わりにスピードは遅い。
- Bubble（ばぶるしょっと）…敵に当たると膨らみダメージを与える。スピードは遅いが威力は最強。
- HOMING（ほぉみんぐ）…敵を追尾する星型弾。
- x4（x4すぺしゃる!）…SINGLEの4倍の威力の1方向貫通弾。

星の精の魔法（オプションのショット）
- CRACKER BALL（くらっかぁぼぉる）…弾の威力がノーマルの2倍になる。
- CYCLONE（さいくろん）…威力はノーマルの2倍のままだが、貫通弾になる。

ストック魔法
- は～と…ライフを2マス分回復する。ゲーム開始時に2個所持している。
- すたぁぼむ…画面上の敵弾を消し、敵にダメージを与える。効果は一瞬。
- はいぱぁすたぁ…星の精が敵の貫通弾を防ぐようになる。効果は約15秒間。

その他
- SPEED（ホウキ）…自機の移動速度を3段階に変更する。わら→わた（初期装備）→はねの順に速くなる。
- くすり…ライフを全回復。買うごとに値上がりする。
- いのちの実…ライフの最大値を1マス増やす。買うごとに値上がりする。
- えりくさぁ…ライフが0になった際、自動的に全回復する。買うごとに値上がりする。1度に1個しか持てず、1回のプレイにつき3個までしか買うことができない。

### 日本国外版
日本国外で発売されたTurboGrafx 16版と日本版との違いは以下の通り。
- タイトル画面やEDのメーカー名の表記が製作元クエストのみになった
- 一部グラフィックの修正、差し替え（プレイヤー、一部敵キャラ、OPのタイトル、1面のグラフィックなど）

## 設定

### ステージ構成
各ステージ（～SEALと表記）のスタート前にはデモでステージ名と中ボスが紹介される。
- 1ST SEAL…WALL TOWN

名物「虹の橋」の上で戦う、カラフルな町。
中ボス きゅぶりごん
ボス すくらっぷ はりぃ
BGM Rampish Chase（ステージ）/Gizmo Dancing（ボス）
- 2ND SEAL…RUINS

深い森の中の遺跡を舞台に、動物になりすました悪魔と戦う。
中ボス どどんぐりん
ボス めがりす
BGM デバッグじゃないよ。（ステージ）/Gizmo Dancing（ボス）
- 3RD SEAL…DUAL SNAKE

王国上空に浮かぶ、巨大な空中戦艦。
中ボス なし（紹介デモにはザコの「かみかぜだんがん」が登場する）
ボス くらうす
BGM Azure way（ステージ）/Gizmo Dancing（ボス）
- 4TH SEAL…BLOCK MAZE

王国と魔界を繋ぐ巨大迷路。地形を利用したトラップが多数存在。
中ボス ふぁっとめたる
ボス うぇいばぁ
BGM コオリじゃないのよ!（ステージ）/アクマがきたりて うたうたう（ボス）
- 5TH SEAL…HELL FIRE

悪魔のふるさと、魔界に突入。幻想的な風景が広がる。
中ボス じぇみにすのー
ボス 巨大鎧（正式名不明）
BGM めいそうのワルツ Part2（ステージ）/アクマがきたりて うたうたう（ボス）
- 6TH SEAL…SUNCTUARY

魔王が祀られた神殿。道中に店がない代わりに、スタート前に最後の買い物ができる。
中ボス きゅぶりごん、ふぁっとめたる（強化版）、あいあんぼーる、ぶらりんてーる
最終ボス 魔王（正式名不明）
BGM ラー族のセンリツによる へんそうきょく（ステージ）/Termination（ボス）

## 移植版
| No. | タイトル                                       | 発売日         | 対応機種           | 開発元           | 発売元           | メディア     | 型式         | 備考                      |
| --- | ---------------------------------------------- | -------------- | ------------------ | ---------------- | ---------------- | ------------ | ------------ | ------------------------- |
| 1   | マジカルチェイス for Windows95                 | 1998年4月10日  | Windows 95         | RSP Team         | ボーステック     | CD-ROM       | -            | 2000年1月14日に廉価版発売 |
| 2   | ボーステックゲームパック99                     | 1999年11月26日 | Windows            | ボーステック     | ボーステック     | CD-ROM       | -            |                           |
| 3   | マジカルチェイスGB ～見習い魔法使い 賢者の谷へ | 2000年8月4日   | ゲームボーイカラー | マイクロキャビン | マイクロキャビン | ロムカセット | CGB-AIFJ-JPN |                           |

Windows 95版
PCエンジン版のほぼ完全移植。LOWCOST版、HAPPYPRICEと2度価格改定が行われ、1999年と2001年にはボーステックゲームパック99として、ボーステックの他ゲームタイトルとのセットパッケージも販売されている。Windows 2000ではOSのバージョンチェックを回避できない為インストール不可。Windows  XPでは互換モードでインストールすれば動作するが、パッドが誤動作する（非公式の修正パッチあり）。
- BGMのタイミングが演出とずれるなどの微妙な相違がある。
- PCエンジン版と同等のBGMがCD-DAとWAVEで収録。この為サントラとして利用できる。

ゲームボーイカラー版
タイトルは「マジカルチェイスGB ～見習い魔法使い 賢者の谷へ」。PCエンジン版で特徴的であった擬似3重スクロール等の演出はかなり再現されているものの、一部キャラパターンがカットされたり簡略化されているBGMもある。また難易度は全体的に抑えられている。
- どきどきモードが無くなり、らくらくモードでも最終面まで行けるようになっている。
- 操作説明が見られるチュートリアルがあり、PCエンジン版では隠しサウンドテストでしか聞くことができない未使用BGM「めいそうのワルツ Part1」が流れる。
- 敵の弾数や自機ショットの連射数がかなり少なくなっており、すいんぐしょっとが弱体化。
- さいくろんが敵を貫通しない。
- アイテムショップの店員がパンプキンヘッドのジャックではなく、リプルの同級生という設定の女の子、「ステラ」に変更。
- ステージ3中盤の高速スクロールがBGMのパートごとカット。
- ステージ4で何もないところを打つとキャンデーやケーキが出現する箇所が幾つかある。
- エンディングBGMが、PCエンジン版ではらくらくモードエンディングのみに使用された「リプルのテーマ」に変更。

マジカルチェイスシリーズの人気やソフトの流通量の少なさもあって中古品にはプレミア価格が付き、2017年の報告では箱付き良品が4万円で販売されているという。

## スタッフ
- プログラム：TAT.P、ASM、MASA.H、M.OGAWA
- ディレクター：NIGORO（皆川裕史）
- C.G.デザイン：SUGURU.T、（皆川裕史）
- 音楽、効果音：REZON（岩田匡治）、YmoH.S（崎元仁）
- スペシャル・サンクス：YAZ、TOBEI、MACHIMO、G.MIWA

## 評価
PCエンジン版
- ゲーム誌『ファミコン通信』の「クロスレビュー」では合計26点（満40点）[6]、『月刊PCエンジン』では90・90・85・75・85の平均85点（満100点）、[要出典]『マル勝PCエンジン』では9・8・8・9の合計34点（満40点）、[要出典]『PC Engine FAN』の読者投票による「ゲーム通信簿」での評価は以下の通りとなっており、26.77点（満30点）となっている[1]。また、この得点はPCエンジン全ソフトの中で3位（485本中、1993年時点）となっている[1]。同雑誌1993年10月号特別付録の「PCエンジンオールカタログ'93」では、「敵キャラはかわいらしくユーモラス」とキャラクター造形に関しては肯定的に評価した他、さらに「数が多くて攻撃も激しいので、かなり手応えがある」と難易度が高い事を指摘した[1]。

| 項目 | キャラクタ | 音楽 | 操作性 | 熱中度 | お買得度 | オリジナリティ | 総合  |
| 得点 | 4.69       | 4.46 | 4.46   | 4.54   | 4.38     | 4.23           | 26.77 |

- 発売直後から、各ゲーム雑誌から激奨された。特に『HIPPON SUPER!』でこのゲームのレビューを担当したタイレル辻は「最初はこのゲームに対して10点の評点を付けたのだが、編集部からクレームが入り仕方なく9点にした」と次号の感想記事に書いた。

- ゲーム本『懐かしゲーム機大百科 PCエンジン完全ガイド 1987-1999』では、キャラクターや背景が丁寧に描き込まれている点や、PCエンジンの性能を限界まで使用した多重スクロール、ゲーム進行にシンクロしている音楽など演出面に関して称賛された[2]。

ゲームボーイカラー版
ゲーム誌『ファミ通』の「クロスレビュー」では、5・6・6・6の合計23点（満40点）となっており、レビュアーからは携帯機用にプレイしやすく製作されている点に関して「携帯機用としてはがんばってるし、デキも良好」、「丁寧に作られているのは好感が持てる」など高評価を得た他、ゲームシステムに関しては「実際にプレイして楽しい部分が多い」、「本腰を入れざるを得ないほどのやり応えとボリューム」などと絶賛された。しかし携帯機である事から画面が小さい事での不満点も挙げられ、「ストレスがたまる。弾が見にくいし避けにくい」、「小さい画面ゆえのストレスはやはりあって残念」といった意見の他、プレイできるステージ数やモードが少ないといった意見やクリアーするのが簡単であるといった意見も挙げられた。